# Zasada bezpośredniego obowiązywania prawa wspólnotowego
Zasada bezpośredniego obowiązywania prawa wspólnotowego oznacza, że normy prawa wspólnotowego stają się automatycznie częścią porządku prawnego w państwach członkowskich od dnia wejścia ich w życie. Funkcjonują one obok norm prawa krajowego i nie wymagają procesu inkorporacji. Prawo wspólnotowe nie staje się częścią prawa krajowego, zachowując swą odrębność. Konsekwencją zasady bezpośredniego obowiązywania prawa wspólnotowego jest zasada bezpośredniego stosowania.